# Palau del Marqués de Villores
El palau del Marqués de Villores és un edifici de transició del gòtic al Renaixement d'inicis del segle xvi, situat al carrer de València de Sant Mateu, al Baix Maestrat.

## Història
Fou manat construir pel notari Joan Comí, pertanyent a una família de comerciants de llana, en els anys 40 del segle xvi; posteriorment passà al marqués de Villores, i més tard, el comprà la Unió de Cooperatives. A començament del segle xxi, la Unió de Cooperatives havia de vendre'l per problemes econòmics i finalment el comprà l'Ajuntament l'any 2006, que estudia convertir-lo en hotel.
És conegut popularment com el Sindicat, per pertànyer a la Unió de Cooperatives, la qual hi tingué oficines i magatzems, i també hi hagué un bar.

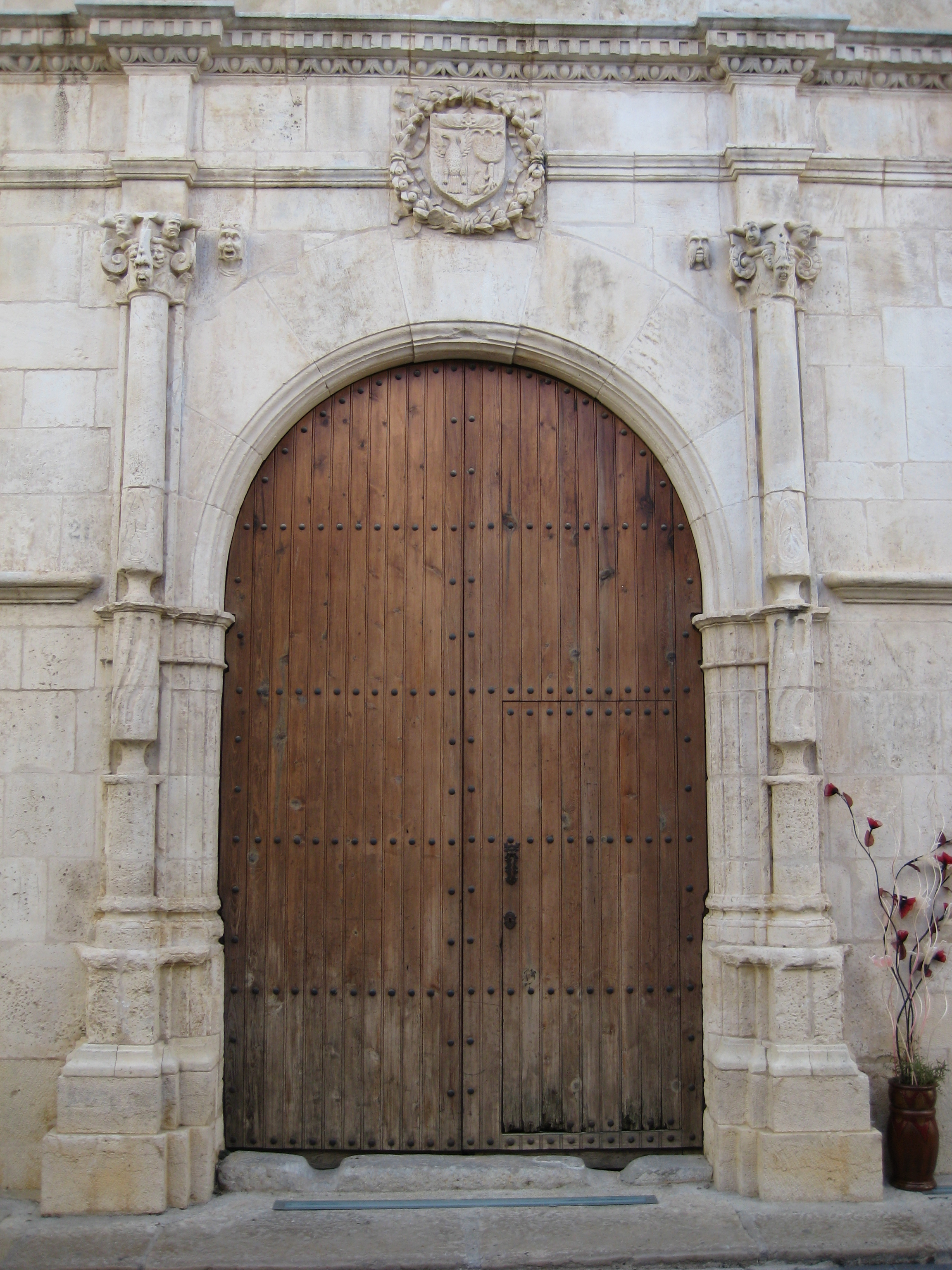
Portada

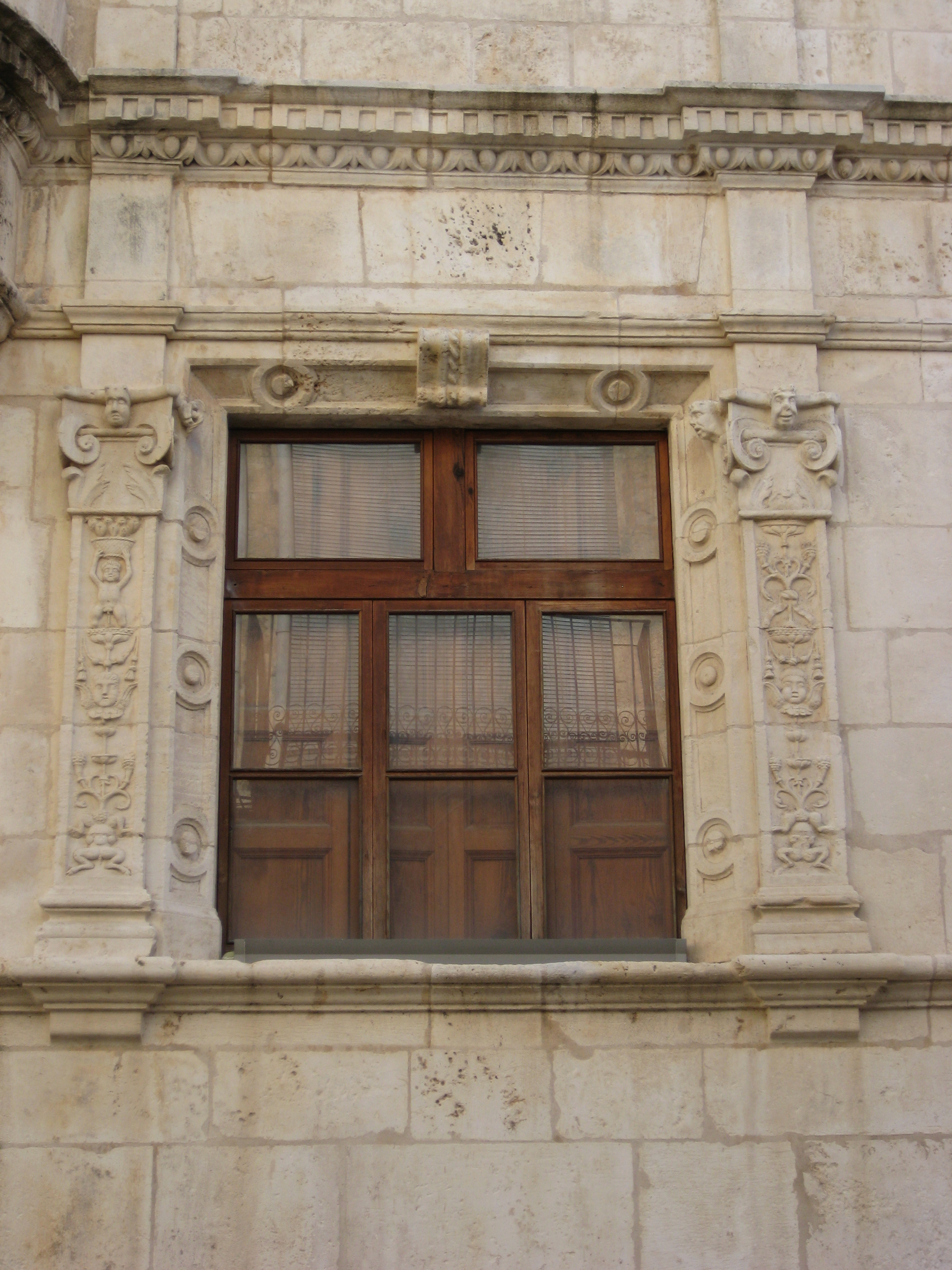
Finestra esquerra de l'entresol

Amb motiu de l'exposició Paisatges sagrats, dins del programa La llum de les imatges, s'ha restaurat la façana, amb la neteja i restitució de la fàbrica de pedra, i de l'empedrat gòtic amb còdols de l'entrada.

## Arquitectura
El palau, de quatre plantes (planta baixa, entresol, planta principal i cambra), conserva elements gòtics amb una tipologia plenament renaixentista, com es veu a l'entrada i a les sales dels pisos superiors. És un llenguatge amb motius arquitectònics cults subjecte a una vigent tradició local, en aquells moments en ple desenvolupament. Un element peculiar n'és la xemeneia, constituïda per un enorme con de gran alçada el sota del qual es troba envoltat pels bancs de la llar.
L'element que destaca de l'edifici és la façana, de carreus menys la part superior, que és de maçoneria arrebossada amb morter de calç, amb una simetria incompleta, i dividida horitzontalment per quatre motllures que serveixen com a ampits de les finestres de l'entresol i de la planta principal, com a imposta de la portada i llindes de les finestres de l'entresol.
La planta baixa correspon a la portada, de mig punt amb dovelles, emmarcada per columnes adossades i segmentades, amb capitells amb caps en els caulicles situats entre les volutes, i coronada per l'escut dels Villores; i una petita finestra a la part dreta. Dues finestres rectangulars que corresponen a l'entresol, sense simetria estricta, presenten variants formals en la decoració de les pilastres que les emmarquen, una amb grotescos i l'altra amb discos retocats al dau, tot i que els capitells són iguals i semblants als de les columnes de la portada. A la planta noble o principal correspon una garita en l'extrem esquerre i quatre finestres rectangulars, emparellades les centrals i les laterals, les primeres amb una motllura helicoidal d'inspiració gòtica emmarcant l'obertura, i les darreres amb motius renaixentistes en les pilastres ja utilitzats en les finestres inferiors. La cambra sols presenta unes petites obertures de ventilació.